# Sportclub Verl von 1924 2021-2022
Questa voce raccoglie le informazioni riguardanti lo Sportclub Verl von 1924 nelle competizioni ufficiali della stagione 2021-2022.

## Stagione
Nella stagione 2021-2022 il Verl, allenato da Guerino Capretti e Michél Kniat, concluse il campionato di 3. Liga al 16º posto.

## Rosa
| N. |                     | Ruolo | Calciatore         |
| -- | ------------------- | ----- | ------------------ |
| 3  | Germania (bandiera) | D     | Cottrell Ezekwem   |
| 4  | Germania (bandiera) | D     | Daniel Mikic       |
| 5  | Germania (bandiera) | D     | Tom Baack          |
| 6  | Germania (bandiera) | C     | Barne Pernot       |
| 7  | Germania (bandiera) | A     | Ron Berlinski      |
| 8  | Germania (bandiera) | C     | Julian Schwermann  |
| 9  | Germania (bandiera) | A     | Kasim Rabihic      |
| 10 | Germania (bandiera) | A     | Joel Grodowski     |
| 11 | Germania (bandiera) | D     | Nico Ochojski      |
| 12 | Germania (bandiera) | P     | Tom Limberg        |
| 13 | Turchia (bandiera)  | A     | Serhat Koruk       |
| 14 | Germania (bandiera) | A     | Cyrill Akono       |
| 15 | Germania (bandiera) | D     | Frederik Lach      |
| 18 | Germania (bandiera) | A     | Pascal Steinwender |

| N. |                        | Ruolo | Calciatore          |
| -- | ---------------------- | ----- | ------------------- |
| 19 | Danimarca (bandiera)   | D     | Lasse Jürgensen     |
| 20 | Germania (bandiera)    | D     | Luca Stellwagen     |
| 21 | Germania (bandiera)    | A     | Lukas Petkov        |
| 22 | Germania (bandiera)    | D     | Aaron Berzel        |
| 23 | Germania (bandiera)    | D     | Steffen Schäfer     |
| 24 | Germania (bandiera)    | D     | Christopher Lannert |
| 25 | Croazia (bandiera)     | C     | Vinko Šapina        |
| 26 | Bulgaria (bandiera)    | C     | Emanuel Mirchev     |
| 27 | Stati Uniti (bandiera) | C     | Maël Corboz         |
| 28 | Turchia (bandiera)     | A     | Mahir Sağlık        |
| 30 | Polonia (bandiera)     | A     | Patrick Schikowski  |
| 32 | Germania (bandiera)    | P     | Robin Brüseke       |
| 34 | Germania (bandiera)    | A     | Leandro Putaro      |
| 40 | Germania (bandiera)    | P     | Niclas Thiede       |

## Organigramma societario
Area tecnica
- Allenatore: Michél Kniat
- Allenatore in seconda: Daniel Jara, Sergej Schmik
- Preparatore dei portieri: Sebastian Lange
- Preparatori atletici: Sebastian Schwermann

## Calciomercato

### Sessione estiva
| Acquisti | Acquisti           | Acquisti             | Acquisti |
| R.       | Nome               | da                   | Modalità |
| -------- | ------------------ | -------------------- | -------- |
| A        | Pascal Steinwender | Paderborn            |          |
| A        | Mahir Sağlık       | Hessen Kassel        |          |
| A        | Cyrill Akono       | Lubecca              |          |
| D        | Tom Baack          | Jahn Ratisbona       |          |
| A        | Ron Berlinski      | RSV Meinerzhagen     |          |
| D        | Cottrell Ezekwem   | Homberg              |          |
| A        | Maximilian Franke  | Hannover 96 U19      |          |
| A        | Joel Grodowski     | Preußen Münster      |          |
| P        | Tom Limberg        | Preußen Münster U19  |          |
| C        | Emanuel Mirchev    | Amburgo U19          |          |
| A        | Valdrin Mustafa    | Rot-Weiß Coblenza    |          |
| D        | Nico Ochojski      | Fortuna Colonia      |          |
| A        | Lukas Petkov       | Augusta              |          |
| C        | Vinko Šapina       | Ulma                 |          |
| C        | Migel Schmeling    | Borussia Dortmund II |          |
| C        | Oliver Schmitt     | Colonia II           |          |
| D        | Luca Stellwagen    | Viktoria Colonia     |          |
| P        | Niclas Thiede      | Friburgo             |          |

| Cessioni | Cessioni           | Cessioni             | Cessioni |
| R.       | Nome               | a                    | Modalità |
| -------- | ------------------ | -------------------- | -------- |
| A        | Valdrin Mustafa    | Elversberg           |          |
| C        | Migel Schmeling    | TuS Bövinghausen     |          |
| C        | Sascha Korb        | Aalen                |          |
| D        | Patrick Choroba    | Rödinghausen         |          |
| A        | Justin Eilers      | Hallescher           |          |
| C        | Matthias Haeder    | Gütersloh            |          |
| C        | Zlatko Janjić      | Rot-Weiss Essen      |          |
| C        | Sven Köhler        | Osnabrück            |          |
| C        | Mehmet Kurt        | Wehen Wiesbaden      |          |
| D        | Yannick Langesberg | Rot-Weiss Essen      |          |
| D        | Lars Ritzka        | St. Pauli            |          |
| C        | Philipp Sander     | Holstein Kiel        |          |
| C        | Berkan Taz         | Borussia Dortmund II |          |
| A        | Aygün Yildirim     | Jahn Ratisbona       |          |

### Sessione invernale
| Acquisti | Acquisti     | Acquisti         | Acquisti |
| R.       | Nome         | da               | Modalità |
| -------- | ------------ | ---------------- | -------- |
| D        | Aaron Berzel | Viktoria Colonia |          |
| A        | Serhat Koruk | Meppen           |          |

| Cessioni | Cessioni          | Cessioni           | Cessioni |
| R.       | Nome              | a                  | Modalità |
| -------- | ----------------- | ------------------ | -------- |
| C        | Oliver Schmitt    | Colonia II         |          |
| A        | Maximilian Franke | Sportfreunde Lotte |          |

## Risultati

### 3. Liga

#### Girone di andata
| Lotte 25 luglio 2021, ore 14:00 CEST 1ª giornata | Verl | – annullata referto | Türkgücü | Stadion am Lotter Kreuz (874 spett.)\| Arbitro: \| Alt \| |
| Arbitro:                                         | Alt  |                     |          |                                                           |

| Arbitro: | Stegemann |

|  |           |            |
|  | Marcatori | 72’ Petkov |

| Arbitro: | Greif |

|                            |           |          |
| Rabihic 29’ Akono 34’, 52’ | Marcatori | 22’ Amyn |

| Arbitro: | Siewer |

|                                |           |  |
| Tankulić 30’ Evseev 90’ (rig.) | Marcatori |  |

| Arbitro: | Hempel |

|  |           |                                            |
|  | Marcatori | 47’ Peña 65’ Multhaup 90’ (aut.) Jürgensen |

| Arbitro: | Lechner |

|                                     |           |                                                 |
| Eberwein 9’, 25’, 87’ Derstroff 75’ | Marcatori | 12’, 34’ Berlinski 20’ (rig.) Putaro 52’ Petkov |

| Arbitro: | Müller |

|                                            |           |                            |
| Putaro 34’ Kapp 61’ (aut.) Steinwender 75’ | Marcatori | 47’, 90’ Ciğerci 52’ Jopek |

| Arbitro: | Speckner |

|              |           |                                    |
| Schikora 36’ | Marcatori | 43’ Šapina 45’ Schäfer 46’ Rabihic |

| Arbitro: | Haslberger |

|  |           |                        |
|  | Marcatori | 33’ Hercher 75’ Kiprit |

| Arbitro: | Fuchs |

|              |           |              |
| Ochojski 66’ | Marcatori | 22’ Biankadi |

| Arbitro: | Braun |

|                                    |           |            |
| Schnatterer 34’ Boyamba 43’ (rig.) | Marcatori | 48’ Petkov |

| Arbitro: | Stegemann |

|                                                       |           |                            |
| Putaro 12’, 21’ Petkov 15’ Schmitt 59’ Schwermann 71’ | Marcatori | 10’, 65’ Fölster 50’ Damer |

| Arbitro: | Hempel |

|                                             |           |                       |
| Ontužāns 16’ Engelhardt 37’ Rosenfelder 41’ | Marcatori | 20’ Petkov 59’ Putaro |

| Arbitro: | Burda |

|           |           |                     |
| Akono 70’ | Marcatori | 22’ Trapp 35’ Klaas |

| Arbitro: | Greif |

|                      |           |  |
| Ceka 25’ Schuler 77’ | Marcatori |  |

| Arbitro: | Schröder |

|                          |           |                                                          |
| Putaro 60’ Berlinski 65’ | Marcatori | 15’, 73’ Grimaldi 71’ Deville 90’ (rig.) Günther-Schmidt |

| Wiesbaden 27 novembre 2021, ore 14:00 CET 17ª giornata | Wehen Wiesbaden | 0 – 0 referto | Verl | BRITA-Arena (1 121 spett.)\| Arbitro: \| Hanslbauer \| |
| Arbitro:                                               | Hanslbauer      |               |      |                                                        |

| Arbitro: | Exner |

|  |           |                         |
|  | Marcatori | 33’ Knauff 35’, 42’ Taz |

| Arbitro: | Haslberger |

|                                 |           |                      |
| Ademi 35’ Bouhaddouz 67’ (rig.) | Marcatori | 41’ Akono 57’ Petkov |

#### Girone di ritorno
| Arbitro: | Hildenbrand |

|                         |           |                      |
| Irving 56’ Hottmann 90’ | Marcatori | 63’ Šapina 66’ Akono |

| Arbitro: | Bauer |

|                       |           |  |
| Rabihic 88’ Akono 90’ | Marcatori |  |

| Arbitro: | Eckermann |

|                                                    |           |                       |
| Lorch 49’ Jastremski 56’ Philipp 82’, 88’ Hong 90’ | Marcatori | 9’ Akono 90’ Ochojski |

| Arbitro: | Hildenbrand |

|  |           |                 |
|  | Marcatori | 60’ Sukuta-Pasu |

| Arbitro: | Heft |

|             |           |         |
| Henning 59’ | Marcatori | 6’ Lach |

| Lotte 5 febbraio 2022, ore 14:00 CET 25ª giornata | Verl    | 0 – 0 referto | Hallescher | Stadion am Lotter Kreuz (424 spett.)\| Arbitro: \| Ballweg \| |
| Arbitro:                                          | Ballweg |               |            |                                                               |

| Arbitro: | Glaser |

|               |           |               |
| Küc 3’ (rig.) | Marcatori | 87’ Grodowski |

| Paderborn 29 marzo 2022, ore 19:00 CEST 27ª giornata | Verl   | 0 – 0 referto | Zwickau | Benteler-Arena (832 spett.)\| Arbitro: \| Glaser \| |
| Arbitro:                                             | Glaser |               |         |                                                     |

| Arbitro: | Fritz |

|                        |           |            |
| Winkler 36’ Ritter 77’ | Marcatori | 14’ Putaro |

| Arbitro: | Bauer |

|                      |           |  |
| Biankadi 26’ Bär 30’ | Marcatori |  |

| Arbitro: | Ballweg |

|            |           |                            |
| Petkov 15’ | Marcatori | 62’, 88’ Sohm 90’ Ekincier |

| Arbitro: | Kessel |

|               |           |                                           |
| Engelking 82’ | Marcatori | 12’ Petkov 34’ (rig.) Putaro 66’ Ochojski |

| Arbitro: | Bokop |

|                                     |           |           |
| Berlinski 21’ Putaro 44’ Corboz 47’ | Marcatori | 8’ Kehrer |

| Arbitro: | Burda |

|                                        |           |                          |
| Traoré 31’ Klaas 73’ (rig.) Heider 85’ | Marcatori | 21’ Berlinski 67’ Berzel |

| Arbitro: | Benen |

|                                        |           |                                                       |
| Akono 6’ Berlinski 56’, 64’ Petkov 58’ | Marcatori | 18’ Schuler 32’ Müller 51’ Condé 61’ Obermair 88’ Itō |

| Arbitro: | Haslberger |

|                     |           |                           |
| Günther-Schmidt 23’ | Marcatori | 32’ Berlinski 83’ Rabihic |

| Arbitro: | Schultes |

|                                    |           |  |
| Berlinski 8’ Corboz 44’ Petkov 68’ | Marcatori |  |

| Arbitro: | Thomsen |

|            |           |                        |
| Tachie 39’ | Marcatori | 56’ Rabihic 63’ Petkov |

| Arbitro: | Kampka |

|               |           |                 |
| Berlinski 50’ | Marcatori | 33’ Stoppelkamp |

## Statistiche

### Statistiche di squadra
| Competizione | Punti | In casa | In casa | In casa | In casa | In casa | In casa | In trasferta | In trasferta | In trasferta | In trasferta | In trasferta | In trasferta | Totale | Totale | Totale | Totale | Totale | Totale | DR  |
| Competizione | Punti | G       | V       | N       | P       | Gf      | Gs      | G            | V            | N            | P            | Gf           | Gs           | G      | V      | N      | P      | Gf     | Gs     | DR  |
| ------------ | ----- | ------- | ------- | ------- | ------- | ------- | ------- | ------------ | ------------ | ------------ | ------------ | ------------ | ------------ | ------ | ------ | ------ | ------ | ------ | ------ | --- |
| 3. Liga      | 40    | 18      | 5       | 5       | 8       | 29      | 33      | 18           | 5            | 5            | 8            | 27           | 33           | 36     | 10     | 10     | 16     | 56     | 66     | -10 |
| Totale       | 40    | 18      | 5       | 5       | 8       | 29      | 33      | 18           | 5            | 5            | 8            | 27           | 33           | 36     | 10     | 10     | 16     | 56     | 66     | -10 |

### Andamento in campionato
| Giornata  | 1  | 2 | 3 | 4 | 5  | 6  | 7  | 8 | 9  | 10 | 11 | 12 | 13 | 14 | 15 | 16 | 17 | 18 | 19 | 20 | 21 | 22 | 23 | 24 | 25 | 26 | 27 | 28 | 29 | 30 | 31 | 32 | 33 | 34 | 35 | 36 | 37 | 38 |
| --------- | -- | - | - | - | -- | -- | -- | - | -- | -- | -- | -- | -- | -- | -- | -- | -- | -- | -- | -- | -- | -- | -- | -- | -- | -- | -- | -- | -- | -- | -- | -- | -- | -- | -- | -- | -- | -- |
| Luogo     | C  | T | C | T | C  | T  | C  | T | C  | C  | T  | C  | T  | C  | T  | C  | T  | C  | T  | T  | C  | T  | C  | T  | C  | T  | C  | T  | T  | C  | T  | C  | T  | C  | T  | C  | T  | C  |
| Risultato |    | V | V | P | P  | N  | N  | V | P  | N  | P  | V  | P  | P  | P  | P  | N  | P  | N  |    | V  | P  | P  | N  | N  | N  | N  | P  | P  | P  | V  | V  | P  | P  | V  | V  | V  | N  |
| Posizione | 12 | 7 | 4 | 9 | 13 | 12 | 13 | 9 | 11 | 11 | 15 | 11 | 14 | 16 | 17 | 17 | 16 | 17 | 17 | 16 | 15 | 16 | 16 | 17 | 17 | 17 | 17 | 17 | 17 | 17 | 17 | 17 | 17 | 17 | 17 | 17 | 16 | 16 |

Legenda:

Luogo: C = Casa; T = Trasferta. Risultato: V = Vittoria; N = Pareggio; P = Sconfitta.

### Statistiche dei giocatori
| C. Akono       | 27 | 8  | 3  | 0 |
| T. Baack       | 31 | 0  | 11 | 0 |
| R. Berlinski   | 25 | 10 | 4  | 0 |
| A. Berzel      | 13 | 1  | 6  | 0 |
| R. Brüseke     | 10 | 0  | 0  | 0 |
| M. Corboz      | 35 | 2  | 8  | 1 |
| C. Ezekwem     | 15 | 0  | 7  | 0 |
| M. Franke      | 2  | 0  | 0  | 0 |
| J. Grodowski   | 12 | 1  | 1  | 0 |
| L. Jürgensen   | 12 | 0  | 1  | 0 |
| S. Koruk       | 7  | 0  | 0  | 0 |
| F. Lach        | 10 | 1  | 2  | 0 |
| S. Lange       | 0  | 0  | 0  | 0 |
| C. Lannert     | 37 | 0  | 5  | 0 |
| T. Limberg     | 0  | 0  | 0  | 0 |
| D. Mikic       | 11 | 0  | 3  | 0 |
| E. Mirchev     | 13 | 0  | 3  | 0 |
| V. Mustafa     | 0  | 0  | 0  | 0 |
| N. Ochojski    | 28 | 3  | 8  | 0 |
| B. Pernot      | 16 | 0  | 2  | 0 |
| L. Petkov      | 37 | 11 | 7  | 0 |
| L. Putaro      | 33 | 9  | 1  | 0 |
| K. Rabihic     | 32 | 5  | 2  | 0 |
| M. Sağlık      | 12 | 0  | 0  | 0 |
| P. Schikowski  | 10 | 0  | 0  | 0 |
| O. Schmitt     | 11 | 1  | 0  | 0 |
| J. Schwermann  | 22 | 1  | 1  | 0 |
| S. Schäfer     | 15 | 1  | 2  | 0 |
| P. Steinwender | 11 | 1  | 2  | 0 |
| L. Stellwagen  | 30 | 0  | 9  | 0 |
| N. Thiede      | 29 | 0  | 3  | 0 |
| V. Šapina      | 29 | 2  | 6  | 0 |